# Blidari (okręg Vâlcea)
Blidari – wieś w Rumunii, w okręgu Vâlcea, w gminie Golești. W 2011 roku liczyła 476 mieszkańców.